# Ro Laren
Ro Laren è un personaggio immaginario dell'universo fantascientifico di Star Trek. Interpretata da Michelle Forbes e Megan Parlen (da bambina), appare nella serie televisiva Star Trek: The Next Generation, in un episodio di Star Trek: Picard e in alcuni romanzi del franchise. Ro Laren è il primo personaggio bajoriano di un certo rilievo che appare nell'universo di Star Trek. Secondo l'usanza bajoriana, Ro è l'equivalente terrestre del cognome, mentre Laren rappresenta il nome.

## Storia del personaggio

### Star Trek: The Next Generation

#### Dal 2340 al 2368
Ro Laren è nata in un campo profughi su Bajor, nella data equivalente terrestre del 17 gennaio 2340, in piena occupazione cardassiana del pianeta, e ha avuto un'infanzia molto difficile, costretta a vivere, come molti Bajoriani, in un campo profughi. All'età di 7 anni fu costretta a guardare come i Cardassiani torturavano suo padre fino alla morte: ciò ha influito non poco sulla formazione di un carattere estremamente duro e difficile. Durante l'occupazione cardassiana si arruola, come altri della sua specie, nella Flotta Stellare della Federazione Unita dei Pianeti, ritenendolo un modo per combattere l'Impero Cardassiano. Diventata guardiamarina, Ro ha ricevuto numerosi rimbrotti sul suo stato di servizio ed è stata persino sottoposta alla corte marziale dopo una disastrosa missione sul pianeta Garon II, nella quale aveva disobbedito agli ordini e otto membri della squadra di sbarco della USS Wellington erano rimasti uccisi. Ro fu successivamente imprigionata su Jaron II, un pianeta nello spazio federale conosciuto per le sue "calde" prigioni, fino al suo rilascio avvenuto nel 2368 ad opera dell'ammiraglio Kennelly.

#### Dal 2368 in poi
La scarcerazione avvenne in cambio della sua partecipazione a una velata missione a bordo dell'Enterprise D. L'ammiraglia della Flotta Stellare ufficialmente doveva scoprire la ragione dell'attacco dei terroristi bajoriani contro una colonia federale su Solarion IV. Il compito di Ro era invece quello di offrire ai terroristi bajoriani, con la garanzia di Kennelly, astronavi e armi in cambio dell'interruzione dei loro attacchi. Ro ha avuto un ruolo fondamentale nello scoprire che gli attacchi erano in realtà di origine cardassiana e che Kennelly fungeva da agente per conto dei Cardassiani, i quali volevano liberarsi, una volta per tutte, di Orta, un leader dei terroristi bajoriani, rifugiatosi al sicuro sulla terza luna di Valo I e per questo imprendibile per i Cardassiani.
Grazie a quella missione conclusasi felicemente per lei, Ro è stata ammessa a restare a bordo dell'Enterprise come membro dell'equipaggio. Gli inizi sono stati molto difficili e spesso si è scontrata con molti membri dell'equipaggio a causa del suo carattere duro e ribelle. Tuttavia, ha stretto una grande amicizia con Guinan (cosa alquanto rara, visto che uno degli altri pochi amici dell'El-Auriana è il capitano Jean-Luc Picard). Ed è stato anche grazie a questa amicizia che Ro ebbe il buon senso di fidarsi del capitano Picard e non di Kennely durante la missione su Solarium IV.
Nel 2368 Ro ed il comandante Riker hanno condiviso una breve ma intensa storia d'amore allorché entrambi avevano subìto la perdita della memoria mentre erano sotto l'influenza di una sonda satarrana, una circostanza piuttosto ironica considerando che i due erano frequentemente in disaccordo fra loro. Questa relazione ha, in ogni caso, nettamente migliorato i rapporti tra loro, dissipando i contrasti precedenti.
Malgrado la profonda religiosità del suo popolo, Ro non è mai stata sicura della sua fede. Quando, nel 2368, è esposta al generatore di interfase romulano che la rende invisibile, crede di essere morta e in quel momento prova per la prima volta a stare in pace con se stessa in conformità alla fede dei suoi avi. In quella circostanza, comunque, il guardiamarina Ro ha rivelato ancora una volta le sue capacità. Infatti sua è stata l'idea di sovraccaricare il disgregatore romulano al fine di "costringere" Data a dare l'ordine di inondare il bar di prora con l'emissione di una forte carica di anioni che neutralizzassero l'effetto occultante.
Nel 2369 Ro è stata temporaneamente ridotta in una bambina poco dopo essere passata attraverso un campo di energia. Anche in questa occasione, si è rivelata importante la grande amicizia con Guinan che le ha fatto "riscoprire" la gioia di un'adolescenza perduta troppo in fretta a causa della guerra. Infine, dopo aver frequentato un difficile corso di addestramento di tattica organizzato dalla Flotta Stellare, Ro è stata promossa al grado di tenente. In seguito abbandona una missione di spionaggio, infiltrarsi in una cellula maquis, per unirsi agli stessi Maquis in pianta stabile.
Nella terza stagione della serie Star Trek: Picard, ambientato nel 2401, si scopre che, dopo aver passato anni con i Maquis, ha deciso di consegnarsi alla Flotta come "pentita" ed è stata reintegrata col grado di comandante, oltre che come membro dell'Intelligence: presumibilmente è il primo ufficiale della USS Intrepid. Dopo essersi chiarita con Picard, che non aveva mai assimilato il suo tradimento, muore nel corso dello stesso episodio a causa di una bomba a bordo della sua navetta, ordigno innescato da alcuni Cambianti.
Numerosi fan ritengono che Ro Laren sia stato uno dei personaggi più interessanti e rappresentativi dell'antico e fiero popolo Bajoriano e che vi sia una continuità ideale con il personaggio di Kira Nerys in Star Trek: Deep Space Nine.

### Altri media
La biografia del personaggio viene inoltre esplorata a fondo nei romanzi del franchise pubblicati da Pocket Books e Titan Books, nelle collane Star Trek: The Next Generation, Star Trek: Deep Space Nine, Star Trek: The Dominion War, Star Trek: Terok Nor.

## Interpreti

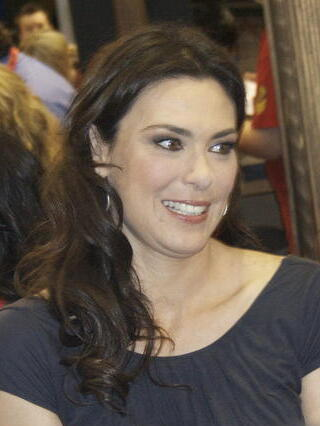
Michelle Forbes, interprete di Ro Laren

Il personaggio di Ro Laren viene interpretato dall'attrice statunitense Michelle Forbes, che la impersona negli otto episodi di Star Trek: The Next Generation in cui appare dal 1991 al 1994, dalla quinta alla settima stagione: Il guardiamarina Ro (Ensign Ro, quinta stagione, 1991); Disastro sull'Enterprise (Disaster, quinta stagione, 1991); Amnesia (Conundrum, quinta stagione, 1992); Gioco di potere (Power Play, quinta stagione, 1992); Circolo chiuso (Cause and Effect, quinta stagione, 1992); Un'altra dimensione (The Next Phase, quinta stagione, 1992); Giovani eroi (Rascals, sesta stagione, 1992); Il tenente Ro (Preemptive Strike, settima stagione, 1994). Nel 2023 il personaggio ricompare nel quinto episodio della terza stagione della serie Star Trek: Picard, Impostori (Imposters). L'attrice era inoltre precedentemente apparsa nel ruolo di Dara, nell'episodio della quarta stagione della serie The Next Generation, Una vita a metà (Half a Life, 1991).
Il personaggio, inoltre, viene interpretato anche dall'attrice bambina Megan Parlen, che la impersona nell'episodio Giovani eroi, dove, assieme a Guinan, Jean-Luc Picard e Keiko O'Brien, viene regredita allo stadio infantile da un guasto al teletrasporto causato da un'anomalia spaziale.
Nell'edizione italiana della serie televisiva Star Trek: The Next Generation, il personaggio di Ro Laren, nell'interpretazione di Michelle Phorbes, è doppiato da Paola Mannoni. Nella serie Star Trek: Picard viene invece doppiata da Eleonora De Angelis.

## Filmografia
- Star Trek: The Next Generation – serie TV, 9 episodi (1991-1994)
- Star Trek: Picard – serie TV, episodio 3x05 (2023)

## Libri (parziale)
- (EN) John Vornholt, War Drums, collana Star Trek: The Next Generation, Titan Books, 1992, ISBN 0671538179.
- (EN) Peter David, Michael Jan Friedman e Robert Greenberger, Wrath of the Prophets, collana Star Trek: Deep Space Nine, Pocket Books, 1997, ISBN 0671538179.
- (EN) John Vornholt, Behind Enemy Lines, collana Star Trek: The Dominion War, Pocket Books, 1998, ISBN 067102499X.
- (EN) S.D. Perry, Avatar, collana Star Trek: Deep Space Nine, Book One of Two, Pocket Books, 2001, ISBN 074340050X.
- (EN) S.D. Perry, Avatar, collana Star Trek: Deep Space Nine, Book Two of Two, Pocket Books, 2001, ISBN 0743400518.
- (EN) S.D. Perry e David Weddle, Twist of Faith, collana Star Trek: Deep Space Nine, Pocket Books, 2007, ISBN 1416534156.
- (EN) S.D. Perry e Britta Dennison, Night of the Wolves, collana Star Trek: Terok Nor, Pocket Books, 2008, ISBN 0743482514.
- (EN) Una McCormack, The Missing, collana Star Trek: Deep Space Nine, Pocket Books, 2014, ISBN 1476750254.
- (EN) David R. George III, The Long Mirage, collana Star Trek: Deep Space Nine, Pocket Books, 2017, ISBN 1501132970.